# 圓珍

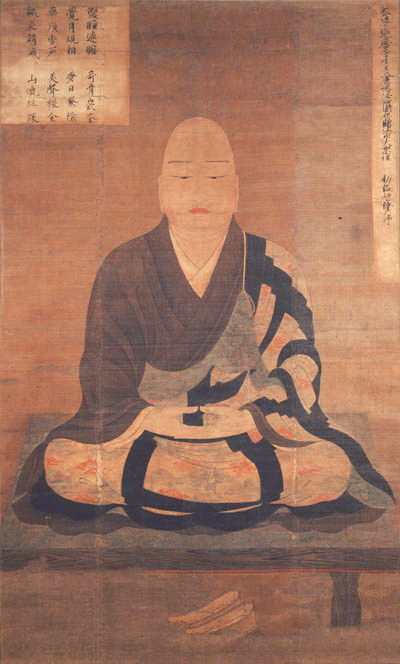
智証大師像（香川・金倉寺藏、重要文化財）

圆珍，（弘仁5年3月15日（814年4月8日）- 宽平3年10月29日（891年12月4日）），生於讃岐国金倉郷（今香川县善通寺市），俗姓和气，字遠塵，原本是多度郡弘田郷的豪族・佐伯一門，空海（弘法大師）的外甥，日本平安時代的天台宗僧侶，天台寺門宗的宗祖。入唐八家（最澄・空海・常晓・圆行・圆仁・恵運・圆珍・宗叡）的其中一人。諡号為智証大師。

## 生平

### 求學
15歳時，登比叡山，師從義真。

### 隨新羅商船前往唐朝
仁寿3年（853年）8月9日，隨新羅商人的船前往唐朝、但途中遭遇暴風而漂流到台湾北海岸。之後再轉由福建連江上陸，入福州開元寺，12月13日抵天台山國清寺。855年5月入長安向青龍寺法全學習真言密教，856年6月回天台山。

### 隨唐朝商船返回日本
天安2年（858年）隨唐朝商人李延孝的船返回日本国。

### 圓寂後
寛平3年（891年），円珍圓寂，享年78歳。

## 著作
「行歴抄」では、円載との確執が描写されている。

## 腳註
1. ↑  . 台北縣文獻叢輯 第一輯 (臺北縣文獻委員會). 1953年9月: 107.
2. ↑  王勇『唐から見た遣唐使』講談社1998

## 關聯項目
- 天台寺門宗
- 園城寺
- 金倉寺
- 黄不動
- 日本の書家一覧